# Ted Hooper (écrivain britannique)
Pour les articles homonymes, voir Ted Hooper (athlétisme).
Ted Hooper (21 septembre 1918-19 mars 2010) est un auteur britannique, spécialisé dans l'apiculture et son enseignement.

## Biographie
Hooper est né à Colyton. En grandissant, il ne souhaite pas s'associer au travail de son père, un atelier de menuiserie et de décoration mais est déjà attiré par les abeilles.
Pendant la Seconde Guerre mondiale, il sera dans l'évacuation de la poche de Dunkerque. Il rejoindra ensuite l'Italie dans les moments décisifs du conflit.
Il habitera ensuite dans le village de Sherborne St. John, Hampshire, où il travaille pendant cinq ans à la Rowse Honey farm de 500 ruches.
Avec sa femme Joy et ses deux filles, il déménage dans l'Essex en 1962, où il travaille comme professeur d'apiculture, pour le Collège agricole de Writtle (Writtle Agricultural College), université de l'Essex, de 1962 à 1984, année de son départ en retraite.
Il était titulaire d'un diplôme national d'apiculture,.
Hooper est décédé en mars 2010, à l'âge de 91 ans. Des membres de l'Association des apiculteurs de l'Essex dont il fut président ont assisté à ses funérailles à Chelmsford Cremetorian le 31 mars 2010.

## Travaux
- (en) Guide to Bees & Honey, 1976, quatrième édition 1997. Le livre est  recommandé par la British Beekeepers Association (BBKA)[4] dans le cadre du programme de l’examen BBKA.
- (en) The Illustrated Encyclopedia of Beekeeping (L'encyclopédie illustrée de l'apiculture), co-écrit avec Roger Morse, 1985.